# Gustavo de Arístegui
Gustavo Manuel de Arístegui y San Román (Madrid, 6 de junio de 1963) es un político y diplomático español. Es hijo del diplomático Pedro Manuel de Arístegui y Petit. 

## Estudios y juventud
Licenciado en Derecho por la Universidad Pontificia Comillas (ICADE) en Madrid. Graduado Superior en Ciencias Jurídicas por la misma universidad. Ejerció como Abogado entre 1987 y 1989 y se especializó en asuntos de extranjería y nacionalidad. En octubre de 1989 gana la oposición a la carrera diplomática. Ha sido profesor invitado de Derecho Internacional en la Universidad Pontificia Comillas (ICADE) en Madrid. Fundador del Programa Geoestrategia sobre Política Exterior y Relaciones Internacionales de "Radio Intereconomía". Presidente y fundador de la Fundación "Tolerancia y Libertad", dedicada a la promoción del diálogo interconfesional e interreligiosa, y la promoción de los derechos y libertades fundamentales.

## Carrera diplomática
En enero de 1990 es nombrado Jefe de Servicio en la Dirección General de Política Exterior para Europa (Subdirector General de Europa Occidental). En abril de ese mismo año realiza el curso de jóvenes diplomáticos de la que entonces era Comunidad Europea, en Bruselas, tras ser seleccionado para este curso que contaba con el aval de la Comisión Europea. El 15 de julio de 1990 es nombrado Director de Próximo Oriente (nivel 26) en la Subdirección General de Oriente Medio, en la Dirección General de África y Medio Oriente, se encarga de realizar el seguimiento y la realización de los informes durante la crisis y posterior guerra del Golfo.
En octubre de 1990 es coordinador de sanciones contra Irak en la Reunión ad hoc mantenida en París por todos los Estados miembros de la OCDE. Fue Delegado de España en el Grupo de Trabajo de Oriente Medio del Comité Político de la OTAN.
En abril de 1991 es destinado a la Embajada de España en Libia para ocupar la Segunda Jefatura y donde fue ponente principal del plan de evacuación común de todos los Estados miembros de la Unión Europea representados en Libia. 
En junio de 1993 organizó un viaje de 14 empresarios españoles a cuyo frente estaba en director general del Instituto de Cooperación con el Mundo Árabe para intentar paliar el déficit comercial español con Libia. Gracias en parte a esa visita las exportaciones pasaron de los 29 millones de dólares en ese año a 200 millones en 1995.
El 31 de julio de 1993 toma posesión del cargo de Segundo Jefe de la Embajada de España en Amán, Jordania, encargándose de los asuntos de Cooperación, Consulares, Administrativos, Culturales y de información política a las órdenes del Embajador.
Delegado de España en las Reuniones de principales Países donantes de la Agencia de Naciones Unidas para Ayuda y Asistencia de Refugiados en Oriente Medio (UNRWA) en los años 1994 y 1995.

## Carrera política
El 7 de mayo de 1996, el Primer Consejo de Ministros presidido por José María Aznar le nombra director general del Gabinete del ministro del Interior, Jaime Mayor Oreja, tomando posesión del cargo un día después y cesando del cargo cuatro años después, el 4 de febrero de 2000, al presentarse como candidato a diputado por Guipúzcoa en las listas electorales del Partido Popular en las Elecciones Generales del 12 de marzo de 2000, cargo que obtendría. Desde entonces es Portavoz de Asuntos Exteriores del Grupo Parlamentario Popular.
En las elecciones generales de 2004 renovó su acta de diputado, esta vez por Ciudad Real, y de nuevo en 2008 por Zamora. No fue candidato en las elecciones generales de 2011. Ocupando desde abril de 2012 el cargo de embajador en la India

### Caso de corrupción
El 9 de diciembre de 2015 se destapa que Pedro Gómez de la Serna, administrador de Scardovi, y Gustavo de Arístegui, a través de su sociedad Karistia, recibían comisiones millonarias gracias a su mediación para que empresas españolas consiguieran contratos en África y Latinoamérica principalmente. Los implicados declaran que eran trabajos de consultoría. Gustavo de Arístegui aclara que al ser nombrado Embajador en la India, cargo incompatible con esa labor, su hijo, Borja de Arístegui, pasa a ocupar su cargo en Karistia. Sin embargo, ese cambio en la administración de la empresa no queda registrado en el Registro Mercantil porque la empresa tiene embargos por impagos a la Seguridad Social. La noticia se publica en plena campaña electoral para el 20 de diciembre de 2015.
El 10 de diciembre de 2015, el PP expedientó a Gómez de la Serna y Arístegui por sus negocios en el exterior.
El 13 de diciembre dimite como embajador en la India, mediante carta dirigida al ministro de Asuntos Exteriores. El 16 de diciembre salen a la luz unas conversaciones grabadas a Pedro Gómez de la Serna sin su conocimiento, que demuestran que Arístegui seguía cobrando comisiones cuando ya era embajador, vulnerado la ley de incompatibilidades de los altos cargos. En abril de 2016, la Audiencia Nacional imputa a Gustavo de Arístegui junto a Gómez de la Serna, por el supuesto cobro de comisiones ilegales a cambio de trabajos de intermediación para que empresas españolas obtuvieran contratos en el exterior. A finales del 2021, la justicia revoca el procesamiento por la trama de sobornos a funcionarios en Argelia, si bien, más tarde la Audiencia Nacional reabriría el caso a petición del fiscal anticorrupción.

## Docencia y comunicación
Hasta septiembre de 2000 fue Presidente de la ONG de Reflexión Internacional Ciencia y Sociedad.
Actualmente es profesor del máster de Relaciones Internacionales de la Universidad CEU San Pablo. Profesor invitado en numerosos cursos de verano y conferenciante, ha publicado centenares de artículos en periódicos internacionales, como The Washington Post, The Washington Times, Miami Herald, El Nuevo Herald, Reforma (México), Al Hayyat (Londres), Jordan Times (Amán) y Daily Star (Beirut), y nacionales, como El Mundo, ABC, El País, La Razón, El Periódico de Cataluña, La Gaceta y otros de prensa regional.
Ha sido tertuliano de radio en Onda Cero y Radio Intereconomía, lo ha sido en el programa "Protagonistas" de Luis del Olmo en Punto Radio. Actualmente lo es de los programas El gato al agua y Otro gallo cantaría del Grupo Intereconomía. Ha escrito algunos libros sobre islamismo y ha participado en varias obras colectivas.

## Condecoraciones y premios
Nacionales:
- Gran Cruz del Mérito Aeronáutico con distintivo blanco. RD 759/2015 de 31 de julio de 2015.
- Gran cruz de la Orden del Mérito Civil. ( RD 16 de diciembre de 2011).
- Orden de Carlos III, Comendador de la Real y Distinguida Orden de Carlos III (febrero de 2011).
- Comendador de número de la Orden de Isabel la Católica (2002).
- Oficial de la Orden de Isabel la Católica (1996)
- Caballero de la Orden de Isabel la Católica (diciembre de 1992).
- Oficial de la Orden del Mérito Civil (enero de 1995).
- Caballero de justicia de la Sagrada Orden Militar Constantiniana de San Jorge (5 de abril de 1999).
- Cruz de Plata del Mérito de la Guardia Civil 2002.
- Cruz Blanca al Mérito del Plan Nacional Sobre Droga (1 de febrero de 2000).
- Cruz al Mérito Policial con distintivo blanco. (2014).

Internacionales:
- Gran cruz de la Orden Francisco de Miranda de Venezuela (5 de enero de 2000).
- Gran cruz de la Orden Al Istiklal de Jordania (abril de 2.000)
- Comendador de número de la Orden del Mérito de la República Federal de Austria (27 de mayo de 1997).
- Encomienda con placa de la Orden de Francisco de Miranda de Venezuela (1993).
- Comendador de la Orden del Mérito de la República Federal de Alemania (11 de junio de 1999).
- Comendador de la Orden del Kawkab (Estrella), de Jordania, segunda orden del Reino, la primera es En-Nahda. (noviembre de 1994).
- Premio Internacional Raoul Wallenberg. (2002).
- Gran oficial de la Orden de Bernardo O'Higgins de la República de Chile. (2004).
- Oficial de la Orden Wissam Al-Alawi del Reino de Marruecos. (2008)
- Comendador de la Orden de la Estrella de la Solidaridad de la República Italiana. (2010)

## Obras publicadas
- El islamismo contra el Islam (2004).
- La Yihad en España. La obsesión por reconquistar Al-Ándalus. La esfera de los libros (2005).
- Contra Occidente. La emergente alianza antisistema. La esfera de los libros (2008).
- Encrucijadas árabes. Ediciones Singular. (2011).

Obras colectivas:
- El espacio de seguridad, libertad y justicia en la Unión Europea.
- El euro. Sus consecuencias no económicas (1999).